# Гранд хотел Студеница (Краљево)
Гранд хотел Студеница био је један од најстаријих угоститељских објеката у Краљеву. Изграђен је 1890. године, а подигао га је Лазар Прокић, трговац и кафеџија из Ушћа.

## Историјат

### Изградња
Хотел Студеница подигнут је 1890. године. Његов власник Лазар Прокић, трговац и кафеџија из Ушћа, наставио је да држи кафану у Ушћу, а овај хотел у главној краљевачкој улици је издавао у закуп. Након Лазареве смрти хотел је наследио његов син Вељко. До 1918. године хотел је као закупац држао Мато Вукомановић, кафеџија из Матарушке Бање. После Првог светског рата Вукомановић се са породицом преселио у Београд, а хотел је у закуп узео Милан Јовичић, трговац из Краљева. Почетком 1920. године зграду хотела од је њеног власника Вељка Протића купио краљевачки трговац Стаменко Јоксимовић. Јоксимовић је након повратка са Солунског фронта почео да се бави и угоститељством.

### Хотел у власништву Стаменка Јоксимовића
Јоксимовић је хотел преуредио и његово име променио из Хотел Студеница у Гранд хотел Студеница. Краљевчани су овај хотел најчешће називали само Гранд. Хотел је грађен као грађевина на три нивоа: сутерен, приземље и спрат. У сутерену је био смештен подрум са пићем. У приземљу су биле две сале, кафе кујна, шанк са пићем, кухиња, остава и шпајз. На спрату су се налазиле собе за ноћење. Од 24 собе 5 соба је користила породица власника хотела. Хотел је био осветљен електричном расветом. У хотелу су били запослени сви чланови породице Јоксимовић, а по потреби су запошљавани и додатни радници. Стаменко Јоксимовић је водио хотел, а главна куварица је била његова супруга Лепосава. Поред домаће кухиње, припремана су и француска и руска јела. Током лета хотел је отварао уређену башту у свом дворишту.
Гранд хотел Студеница био је познато место за забаву у периоду између два рата, у ком су често одржаване игранке, матинеа, посела, приредбе, мађионичарске представе итд. Гостовале су и позоришне трупе, укључујући и познату трупу Животић из Београда, као и културно-уметничка друштва, попут краљевачког Абрашевића. У овом хотелу су се често окупљали руски емигранти, као и Французи који су радили у Фабрици авиона. У салама хотела често су одржавани и различити течајеви, попут часова плесања. Преко недеље гостовали су путујући биоскопи. У ери немих филмова довођени су ромски оркестри, који су својом музиком пратили пројекцију. Стаменко Јоксимовић је 1930. године, због великог интересовања Краљевчана за филмове, изградио прву биоскопску дворану у дворишту хотела. Биоскоп је издат у закуп Рудију Прохаски, који је пре тога своје филмове приказивао у Хотелу Париз. Касније је нови власник хотела, Милорад Таировић, назив биоскопа променио у Уранија.
Хотел је био и место где су одржавани политички зборови. У овом хотелу су се окупљали радикали, на челу са Петром Богавцем. И чланови Демократске странке су се овде састајали. Чланови КУД-а Абрашевић су овде одржавали своје пробе, које су често биле параван за састанке радничких организација, чији рад је тадашња власт забрањивала.

### Престанак рада хотела
Стаменко Јоксимовић је за реновирање хотела узео кредит код Хипотекарне банке. Како тај кредит није могао да врати, банка је 1937. године продала хотел. Стаменко је добио посао као магационер у Војно техничком заводу јер је био носилац Албанске споменице и имао много деце. Као радник Војно техничког завода је 1940. године отишао у пензију. Са друге стране, нови власник хотела је постао Милорад Таировић, трговац, који је новац зарадио заједно са својим оцем радећи у Бразилу. Милорад је зграду хотела дао под закуп браћи Пројовић, који су у приземљу отворили робну кућу, а биоскоп је издао Рудију Прохаски. На тај начин је хотел престао са радом.
Биоскоп Уранија је био срушен 1944. године, током савезничког бомбардовања Краљева. Зграда некадашњег хотела је била национализована 1948. године и у њу је био прво усељен Дом армије, а потом Клуб ваздухопловства. Зграда Гранд хотела Студеница била је срушена 1958. године, а на њеном месту је изграђена пословно-стамбена зграда.